# DNA (canção de Little Mix)
"DNA" é uma canção do girl group britânico Little Mix, gravada para o álbum de estreia delas de mesmo nome. Foi composta pela banda juntamente com Thomas Barnes, Peter Kelleher, Ben Kohn, Iain James e Gavin Jones, sendo que a produção ficou a cargo dos três primeiros sob o nome TMS. A sua gravação decorreu em 2012 no estúdio The Music Shed em Londres, na Inglaterra. O tema foi enviado para as rádios do território britânico através da Syco Music em 1º de outubro de 2012, servindo como segundo single do projeto. A 9 de novembro do mesmo ano, foi comercializada para venda digital na loja virtual do iTunes e na Amazon na Irlanda e no Reino Unido apenas em formato simples e de extended play (EP).
A nível sonoro, a obra é derivada dos estilos da música eletrônica e do pop, e incorpora elementos do R&B e do techno pop. A sua melodia é composta através de vocais, acordes de guitarra, bateria e sintetizadores. Liricamente, a obra possui várias referências ao vocabulário científico e é baseada em temas como amor e obsessão. "DNA" recebeu opiniões positivas da crítica, que apreciou os vocais poderosos e o som "obscuro" do tema. O número recebeu diversas comparações à "E.T." por Katy Perry, que foi uma das influências durante a realização da música. Em termos de desempenho comercial, a composição foi considerada um sucesso, estreando na posição três da UK Singles Chart, vendendo mais de 70 mil cópias, se tornando o terceiro single consecutivo a conseguir os três melhores picos na tabela. Também alcançou as dez mais na Irlanda, na Hungria e Escócia, e foi certificada como ouro na Austrália, onde conseguiu a posição oito.
Seu vídeo musical acompanhante, dirigido por Sarah Chatfield, foi lançado em 19 de outubro de 2012 através do serviço Vevo. Filmado em um estilo de filme de história em quadrinhos, apresenta a Little Mix como assassinas que perseguem e sequestram um homem pelo qual estão obcecadas. A mídia notou similaridades com a série cômica Sin City e sua personagem Catwoman, revisando positivamente o projeto. O conjunto apresentou "DNA" no Loose Women e na nona série do The X Factor, ambos programas televisivos. Também a incluíram no repertório da turnê DNA, interpretando-a como uma continuação do vídeo.

## Antecedentes

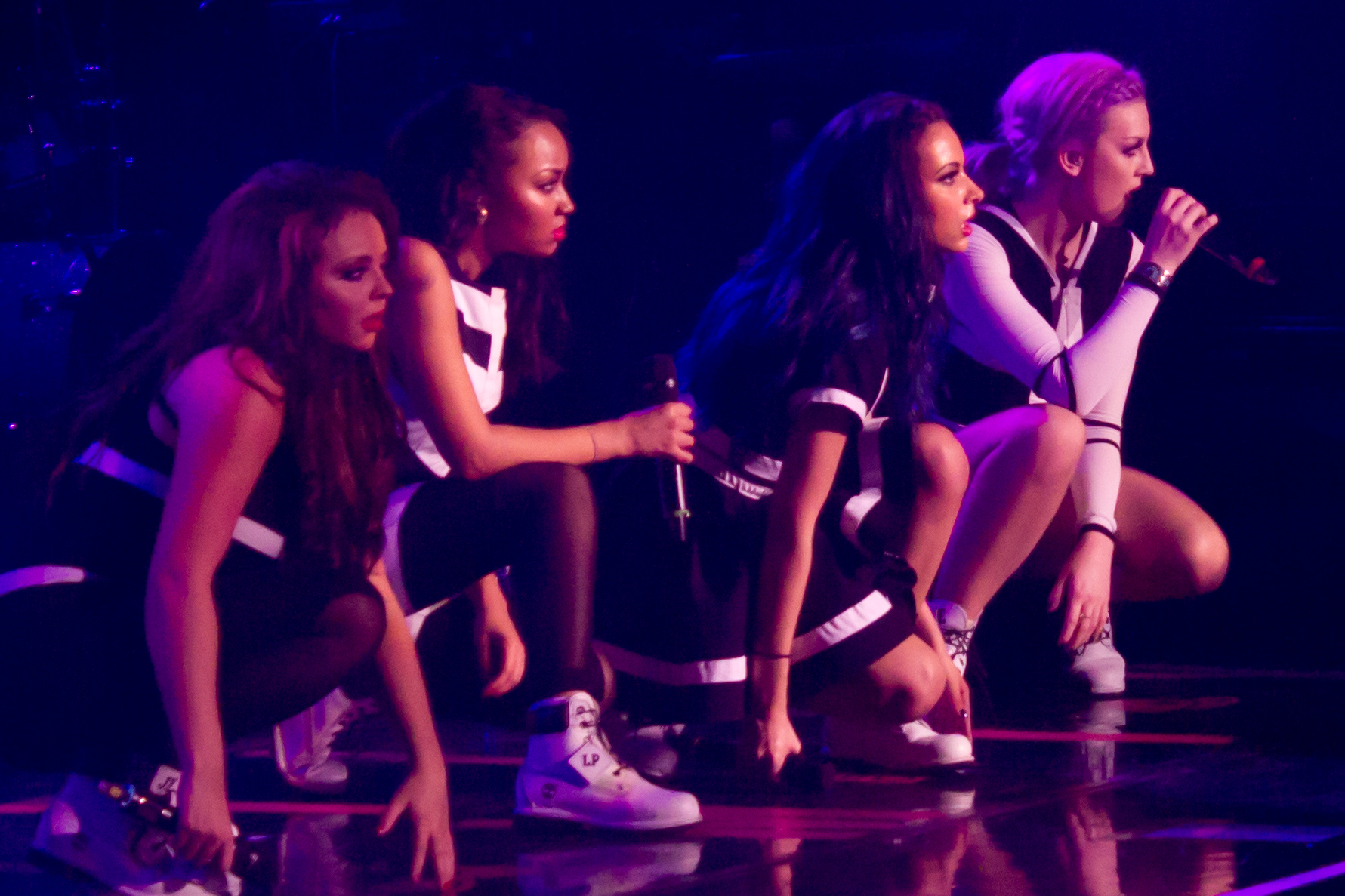
Little Mix apresentando ao vivo a canção durante em 2013.

Em janeiro de 2012, Little Mix começou a gravar canções para o álbum de estreia. O grupo trabalhou com a equipe de produção TMS e com o compositor Iain James em um número de registos no The Music Shed em Londres, na Inglaterra; quatro deles foram escolhidas para o disco. Uma delas foi "DNA", que, subsequentemente, mais tarde se tornou a faixa-título do trabalho. O tema originou-se das experiências pessoais da banda em situações românticas. As integrantes queriam criar uma composição sobre suas próprias vivências para que pudessem melhorar a qualidade de suas apresentações ao vivo. Perrie Edwards comentou: "Nós interpretamos melhor quando a letra significa algo para nós quanto a cantamos". Jesy Nelson, em entrevista para o portal Popjustice, disse que "DNA" foi desenvolvida para mostrar um lado diferente das integrantes. Quando a criar a obra, o girl group tomou como consideração qual das suas apresentações no The X Factor foi a mais popular. Na semana na qual a performance de "E.T." por Katy Perry foi realizada, o grupo recebeu mais votos. A versão do tema por elas foi considerada como "bastante obscura" por Jade Thirlwall; por sua vez, Thirlwall disse que o conjunto queria que "DNA" mostrasse um lado obscuro da Little Mix. Jade disse para Sarah Dean do The Huffington Post que a música também foi escrita para mostrar como elas amadureceram.
O grupo co-escreveu "DNA" juntamente com a equipe TMS e Iain James. James desenvolveu o acorde de guitarra da canção, além das batidas de bateria e sintetizadores. Recebeu engenharia vocal adicional de Daniel Aslet e Ben Collier. Serban Ghenea fez a mixagem da faixa no estúdio MixStar na Virginia Beach, na Virgínia, e Tom Coyne ficou responsável da masterização. O número foi baseado nas emoções que uma garota tem quando ela conhece e sai com um garoto. Em uma entrevista com Emily Laurence da revista Seventeen, a integrante Perrie explicou: "Quando uma garota fica com um menino, este tipo de romance faz você se sentir tonto e feliz. É isso que 'DNA' trata". O conjunto escreveu a música como uma "canção de amor única" por ter ideias científicas que deve combinar com o amor. A obra também trata sobre obsessão. Falando com Tim Jonze do The Guardian, Leigh-Anne Pinnock mencionou: "Não é só uma canção de amor, é sobre ser obcecado com alguém ao extremo. E às vezes, quando as coisas estão ruins desse jeito, você faz tipo, você persegue-o no Facebook..."

## Lançamento
Em 31 de agosto de 2012, Jesy Nelson disse à Jenn Selby da revista Glamour que o terceiro single da Little Mix seria completamente diferente dos dois anteriores, e que mostraria uma parte do conjunto nunca antes vista. Leigh-Anne Pinnock revelou para Selby que a obra serviria como segunda música de trabalho do disco, em razão de que "Cannonball", composição de estreia das integrantes, não esteve presente no alinhamento de faixas do álbum. Pinnock adicionou que a segunda música de trabalho era uma escolha pendente entre duas composições naquela hora, e que elas tinham preferência na faixa "obscura" e "diferente". Falando com Jenn, Leigh-Anne explicou a escolha do grupo: "É simplesmente uma chance para nós mostrarmos que podemos ser realmente sérias e mostrar nossos vocais bem. Essa tem muito a ver com vocais".

"Nós simplesmente queríamos escrever sobre um garoto, mas sem que fosse de uma maneira muito típica. Tivemos a ideia científica e começamos a juntar termos científicos e românticos. Mas se você tirar tudo e se livrar de todas as falcatruas científicas, não passa de mais uma canção de amor, na verdade".

— Jade Thirlwall e Perrie Edwards explicando o conceito de "DNA" a Tim Jonze, do jornal The Guardian.
A 11 de setembro do mesmo ano, detalhes da música e seu título foram revelados quando membros da indústria colocaram uma previsão de "DNA" para tocar durante um dia de conferência da Sony Music Entertainment. Após a conferência, o canal de televisão Chart Show TV descreveu a música como uma "balada eletrônica" no Twitter. Antes de prontamente excluir o tweet, eles adicionaram que a canção é "muito legal" e que possui "grandes vocais". No dia 27 do mesmo mês, o In:Demand anunciou que seria enviada para as rádios britânicas no dia 1º de outubro. A canção então vazou na internet no dia 28 de setembro, dois dias antes da estreia nas rádios. A música foi prevista pra ser lançada digitalmente no Reino Unido em 12 de novembro de 2012, contudo foi distribuída três dias antes, a 9. Um extended play (EP) digital foi lançado pela Syco na Irlanda e no território britânico apenas. O produto possui versões remixadas do tema realizados por Kat Krazy e Eyes. As duas versões receberam opiniões positivas dos críticos. "DNA" também marca o primeiro single do girl group que não recebeu lançamento físico.

## Estilo musical
"DNA" é uma canção de andamento moderado derivada dos estilos da música eletrônica e do pop, e incorpora elementos do R&B e do techno pop, produzida pela equipe TMS. Consiste na utilização acordes de guitarra, batidas de bateria "deslizantes", e sintetizadores "assustadores" que acompanham os vocais das integrantes. De acordo com o portal Popjustice, a obra possui "um efeito de porta que range" e "ruídos no estilo Cheiron". Vicky Newman do jornal Shields Gazette disse que a faixa tem uma borda urban. O número se inicia com uma caixinha de música tocando antes que a integrante Perrie Edwards cante a primeira linha "Ele te disse que ele te ama quando você não esperava?", em um baixo registro. Após o segundo refrão, o tema quase termina totalmente antes de uma linha "metade rap, metade falada", seguida de uma composição coral. Esta parte, descrita como "gótica" por vários críticos, dá lugar à "breve instrumentação klaxon". Vista como obscura pela Little Mix e pelos analisadores de modo idêntico, "DNA" mostra o afastamento do grupo do som divertido e otimista presente em "Wings". A canção foi profundamente comparada à "E.T." de Katy Perry, que foi uma influência durante o desenvolvimento da obra.
A letra foi escrita por Thomas Barnes, Peter Kelleher, Ben Kohn, Iain James, Perrie Edwards, Jesy Nelson, Leigh-Anne Pinnock, Jade Thirlwall e Gavin Jones. De acordo com a partitura publicada pela Sony/ATV Music Publishing, a música é definida no tempo de assinatura moderado com um metrônomo de 70 batidas por minuto. Composta na chave de mi bemol menor com um alcance vocal que varia entra a nota baixa de mi bemol até a nota alta de dó bemol. Liricamente, "DNA" utiliza palavras científicas para retratar temas como "amor" e "obsessão". Fiona Shepherd do The Scotsman escreveu que a música trata como importante um homem forte. Trent Maynard do canal 4Music disse que a composição mostra uma imagem "melancólica" do amor e uma compatibilidade biológica "muito enraizada". O refrão possui as letras "Está no DNA dele, D-D-D-DNA / Está no DNA dele / E ele tira o meu fôlego, f-f-f-fôlego / Sinto isso todo dia / E é isso que faz um homem, não é difícil de entender / Perfeito de qualquer jeito, vejo isto no rosto dele / Nada mais pra dizer, está no D-D-D-D-DNA dele". Leigh-Anne Pinnock faz o verso "metade rap, metade falado" em um tom considerado "assustador" por alguns críticos, dizendo "Tudo se trata do beijo dele, contamina meus lábios, nossa energia conecta, é genética simples, eu sou o X do Y dele". O site de música Popjustice comparou a canção com os trabalhos do também girl group britânico Spice Girls, dizendo que "'DNA'' é o 'Say You'll Be There' para o 'Wannabe' de 'Wings'".

## Recepção pela crítica
| Críticas profissionais | Críticas profissionais |
| Avaliações da crítica  | Avaliações da crítica  |
| Fonte                  | Avaliação              |
| ---------------------- | ---------------------- |
| Daily Star             | [ 28 ]                 |
| Daily Record           | [ 29 ]                 |

Jon Hornbuckle do So So Gay descreveu "DNA" como um "pedaço viciante de pop obscuro, com a pequena parada durante o refrão remanescente é um destaque não só na faixa, mas em todo o álbum". A canção foi bem recebida por Vicky Newman do Shields Gazette, que sentiu que ela demonstra as harmonias "esplêndidas" do grupo e que permite que as vozes das integrantes "brilhem". Newman também escreveu que sua borda urban mostra a maturidade e o desenvolvimento da Little Mix. Escrevendo para o Gigwise, Andrew Trendell apreciou a produção da faixa, dizendo: "As batidas deslizantes e as pequenas peculiaridades de [...] 'DNA' a tornam instantaneamente memorável". Adrian Thirlls do Daily Mail apreciou a composição coral presente na faixa, denominando-a de "uma invenção sonora que brilha". "DNA" foi descrita como uma "perfeição pop" por Lewis Corner do Digital Spy, que destacou os "sintetizadores assustadores", as "batidas de coração" e a "composição coral gótica no final". John Earls do jornal britânico Daily Star, revisou positivamente o single, chamando-a de "uma fórmula vencedora", dando à obra nove estrelas de dez máximas. Earls também mencionou que o tema é um "hino real que vai fazer com que todas as garotas do Girls Aloud se perguntarem porque não a lançaram primeiro". O número foi denominado como "maravilhoso" por Clemmie Moodie do Daily Mirror. Eve Barlow para a NME comparou a canção com "E.T." por Katy Perry e a descreveu como "sensacional".
De acordo com Hackford Jones do portal de música Pressparty, "DNA" é uma "fatia de pop futurístico" e um "vibrante e comandante hino pop dos dias atuais que possui a personalidade da Little Mix estampada nela". Amy Gravelle do Entertainment Wise sentiu que a composição representa o "charme agressivo" do grupo. Gravelle também descreveu a faixa como "uma marcante obra pop cativante e contagiante que prova que as garotas possuem o que é preciso para se manter no nível de suas rivais". Ciara Moore do The College View disse que a canção premiou Little Mix com uma legião de fãs adolescentes. Fiona Shepherd do The Scotsman chamou o tema de "techno pop por concussão e em expansão". Escrevendo para o 4Music, Trent Maynard disse que "DNA" é uma "mudança mais obscura para o alegre quarteto, porém é cativante e elegante como o single anterior". "DNA" foi descrita como uma "pedra preciosa absoluta" por Lizzie Fox da Sugar. Rick Fulton, do Daily Record escocês, revisou positivamente a música, condecorando-a com três estrelas de cinco máximas. Fulton a denominou como "electro divertida e agressiva" e "um pouco mais pesada que 'Wings'". Ele também adicionou, "parece que a Little Mix possui grandes aspirações para ir muito mais longe que maioria dos vencedores [do The X Factor]". No The Miami Hurricane, Nicky Diaz disse que o single mostra o lado mais ousado do conjunto. Diaz apreciou a letra e a harmonia da faixa, escrevendo, "As harmonias presentes nesta canção são incríveis e sua letra é cativante". Matt Collar do Allmusic chamou a faixa de "verdadeiramente cativante e infectante". Zayn Malik da boy band One Direction considerou a composição "uma grande faixa". Al Fox da BBC Online disse que "DNA" é a melhor música de trabalho da Little Mix até a data. Michael Cragg do The Guardian listou a canção como a terceira melhor de 2012. O portal musical Popjustice elegeu o single como o segundo melhor de 2012 no "Top 45 Singles of 2012", dizendo, "Este é um pedaço da arte pop tão raro e tão importante para essa geração e todas as gerações que deveria ser vendido no V&A".

## Vídeo musical

### Desenvolvimento
"O vídeo musical definitivamente combina com a canção, é bem obscuro e tem um pouco de reviravolta na história. "DNA" é uma canção de amor e possessividade. Colocamos um pouco de distorção no vídeo. Nós não achamos que as pessoas estão esperando o que irá vir. É mais maduro. É um lado completamente diferente da Little Mix que as pessoas ainda não viram".

— Little Mix para Linds Foley, da Sugar, sobre o vídeo.
Em 12 de setembro de 2012, foi revelado que as Little Mix estavam gravando o vídeo musical para "DNA". Um lyric video foi postado no canal oficial do conjunto no Vevo no dia 1º de outubro do mesmo ano. O vídeo foi dirigido por Sarah Chatfield, e foi filmado em frente à uma grande tela verde para inclusão de efeitos especiais utilizando a técnica de animação chroma key. Antes do lançamento oficial, o grupo começou uma contagem regressiva para a estreia publicando teasers na conta oficial da banda no Vevo. Em uma entrevista com Linds Foley da revista Sugar no dia 8 de outubro, as integrantes prometeram que a gravação mostraria um lado totalmente diferente da Little Mix para os fãs, assim como a canção. Sete dias depois, elas confirmaram que o clipe estrearia online no dia 19 do mesmo mês. Em uma entrevista para a Capital London, as garotas disseram que adoraram fazer personagens "obscuras" na gravação. Jesy Nelson disse à estação de rádio que foi muito divertido e emocionante filmar o projeto. Nelson apontou que a razão da emoção que elas tiveram foi por causa da maneira que o teledisco de "DNA" era completamente diferente do gravado para o single anterior, "Wings". Durante a conversa, Leigh-Anne Pinnock explicou que cada integrante faz uma personagem no vídeo, e admitiu que gostou de atuar mais no projeto. Pinnock disse: "Eu amo ser capaz de interpretar essa pessoa estranha obcecada que está louca com este garoto". Durante as filmagens, as Little Mix usaram temas da música, como amor e obsessão, descrevendo-os a maiores extremos.

### Sinopse

Cena do vídeo na qual Perrie Edwards está em um carro com o homem que foi sequestrado, de nome Ryan. O veículo está andando sobre uma cidade que foi comparada à da série cômica Sin City.

A trama, com duração superior a quatro minutos, mostra Little Mix adotando um look mais pesado, incluindo roupas de couro, correntes e maquiagem gótica, e explora temas como o ciúme e obsessão. Nele, as integrantes "caçam" os homens que fizeram mal a elas. Filmado em um estilo de filme de história em quadrinhos, o conjunto interpreta assassinas que perseguem e sequestram um homem pela qual estão obcecadas. Em uma cena, Perrie Edwards está iradamente dirigindo um carro enquanto está perto de um passageiro do sexo masculino que está amarrado e amordaçado. Edwards está com um batom vermelho e uma jaqueta de ciclista, mantendo seu olhar para a estrada e sem olhar para a câmera enquanto o vento bate em seu cabelo. Jade Thirwall é vista perseguindo um homem do lado de fora da janela do quarto dele. Do lado de fora do parapeito da janela, Thirwall espia um homem pelo qual está apaixonada. Nesta cena, ela está usando uma calça listrada preta e prata metálica que está na altura de sua cintura, com uma saia branca, gravata-borboleta preta e suspensórios.
A cena de Jesy Nelson é similar à de Edwards. Nelson corre para o seu destino com um conversível vintage com rendas cobrindo seus olhos enquanto sirenes de polícia piscam por trás dela. Em outra cena, Leigh-Anne Pinnock é o "cérebro" da história, onde está em uma sala secreta que possui uma parede de evidência que o conjunto compilou, que possui mapas e recortes. Pinnock está com o cabelo penteado para trás, com um longo topete e com rabo de cavalo, e veste uma roupa que se assemelha às utilizadas pela personagem fictícia Catwoman. O nome 'Ryan' está escrito na parede, e Pinnock bate seu punho contra a a parede. O grupo então se junta para uma rotina de dança em uma laje com um céu cinza escuro com vários relâmpagos o cortando. Todas as quatro integrantes também são vistas passeando por uma cidade escura. O vídeo termina quando um homem pelo qual elas construíram uma fixação doentia é visto amarrado em uma cadeira enquanto as Little Mix caminham em direção a ele, antes que as palavras "To Be Continued"[A] apareçam na tela. Em uma entrevista com Owen Myers do Popjustice, Jesy Nelson que a continuação do vídeo ocorreria durante a DNA Tour.

### Lançamento e recepção
O vídeo foi lançado no dia 19 de outubro de 2012 no canal oficial da banda no Vevo. A estação de rádio Capital London chamou o vídeo de "provocativo". Um escritor para a Cool FM disse que o vídeo é "surpreendente" e que não disaponta. Lizzie Cox da Sugar apreciou a história do vídeo e as roupas do grupo. Cox adjetivou-o de "brilhante" e comparou sua atmosfera à da série cômica Sin City. Fehintola Betiku e Emily Sheridan para o Daily Mail descreveram o vídeo como "opressivo" e adicionou: "Little Mix está mundos longe das garotas que ganharam o The X Factor no ano passado nesse monocromático vídeo de quatro minutos". Um escritor para o The Huffington Post apreciou o estilo do grupo e a atitude malvada e agressiva. Clemmie Moore do Daily Mail apreciou a aparência do conjunto, dizendo que elas estão "de vista bonita".
Escrevendo para o The Sun, Gordon Smart descreveu o look do grupo no projeto como "feroz" e "glamoroso". Natalie Wall da Cosmopolitan adjetivou o vídeo de "deliciosamente obscuro" e comparou as roupas utilizadas no vídeo com as na interpretação de "E.T." no The X Factor em 2011. David Knight, escrevendo para o Promo News, revisou o vídeo positivamente, dizendo: "Sarah Chatfield faz um retorno impressionante ao pop britânico, por canalizar um pouco de Sin City em seu atrevido e visualmente ousado vídeo para 'DNA' de Little Mix: Sarah transforma as garotas honradas do X Factor de pop glamoroso para perseguidoras igualmente glamorosas nesta história de obsessão". Knight adicionou: "O vídeo de 'DNA' é lindamente filmado por Will Bex, com contrastes obscuros, ângulos de câmera dramáticos e céus fortes empurrando o olhar de filme cômico". Lewis Corner do Digital Spy colocou o projeto na posição oito da lista dos dez melhores vídeos musicais de 2012, julgando-o como "um dos maiores vídeos dignos de diva de um girl group em anos". Em julho de 2017 o vídeo clipe conseguiu atingir a marca de cem milhões de visualizações, sendo este, o décimo primeiro VEVO Certified do Little Mix.

## Divulgação

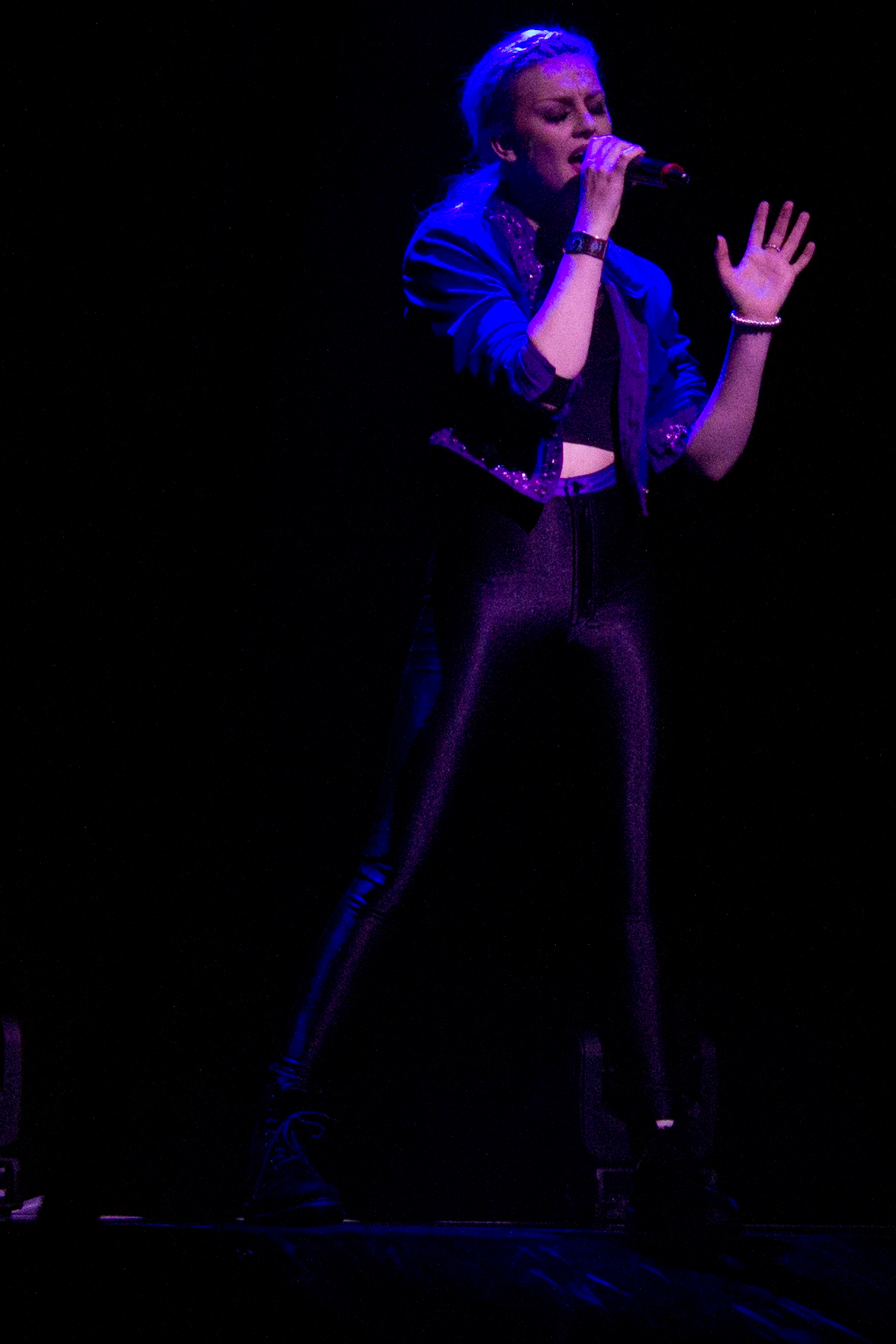
Perrie Edwards se apresentando durante a turnê que levou o mesmo nome da canção.

"DNA" foi apresentada juntamente com "Wings" nos BBC Radio 1 Teen Awards de 2012. No dia 24 de outubro de 2012, o grupo interpretou uma versão acústica da canção durante uma entrevista online para a SB.TV no Ustream. A performance da banda foi apreciada pelos fãs no Twitter. A estação de rádio Spin South West gostou da interpretação, dizendo: "Little Mix está arrasando [...], nem todos os pop stars conseguem fazer isto!" Alicia Adejobi do Entertainment Wise elogiou a versão, escrevendo que "a Little Mix não é uma banda de garotas comum, elas conseguem cantar ao vivo, fazer uma acapella e até mesmo beat-box". A obra também foi apresentada durante a nona temporada do The X Factor britânico no dia 11 de novembro de 2011. A mentora das integrantes durante a competição, Tulisa Contostavlos, elogiou a performance: "Vocês são profissionais, vocês estão no ponto e confiantes agora". A Spin South West comentou esta interpretação, dizendo que ela manifesta o porque de as garotas terem ganhado o programa em 2011. Emily Sheridan do Daily Mail revisou positivamente a participação, dizendo que "o grupo já percorreu um longo caminho desde o [The X Factor]". "DNA" também foi promovida durante o Live Lounge da BBC em 13 de novembro de 2012. Dez dias depois, a faixa foi interpretada no Loose Women, programa de televisão da ITV. Em dezembro de 2012, a obra foi interpretada no Jingle Bell Ball e em uma apresentação da Radio City 96.7, ambas sem a integrante Perrie Edwards que estava sofrendo de tonsilite na época. Durante a interpretação na Radio City, o grupo usou jeans desbotadas inspiradas nos anos 80. Lucy Buckland do Daily Mail revisou positivamente a performance, dizendo: "[Little Mix empolgou] multidões com 'DNA'". Buckland elogiou o vestuário das integrantes durante o show, adjetivando-o de "glamoroso". Ela também comentou que "as garotas parecem estar fazendo um bom trabalho sem [Edwards]".
Durante a DNA Tour, a música foi interpretada como a última da setlist antes do bis. A frase "Todo mundo tem um lado sombrio" aparece na cortina de fundo como uma introdução para a performance. Lewis Corner, escrevendo para o Digital Spy, apreciou a apresentação da obra no Hammersmith Apollo, dizendo que a "coreografia impressionante, harmonias tensas e expressões sinistras e doces reforçaram a imagem de como as raposas pop ferozmente polidas se transformaram desde o The X Factor. Um jornalista para o Express & Star, revisando a passagem por Wolverhampton, realizada no Civic Hall disse que a multidão estava com a voz desenfreada durante a "poderosa" interpretação do tema. Malcom Jack do The Guardian, que assistiu ao evento realizado na cidade escocesa de Glasgow, escreveu que a interpretação de "DNA" foi a melhor do alinhamento de faixas da digressão. Na data em Ipswich, o jornal local Ipswich Star publicou uma resenha realizada por Wayne Savage, que disse que o grupo "soou excelente" durante a apresentação da canção.

## Faixas e formatos
A versão digital de "DNA" contém apenas uma faixa com duração de três minutos e cinquenta e seis segundos. Foi lançado ainda um EP que contém a obra original, dois remixes e a versão instrumental da canção.
| Download digital |        |         |  |
| N.º              | Título | Duração |  |
| 1.               | "DNA"  | 3:56    |  |

| EP digital     |                            |         |  |
| N.º            | Título                     | Duração |  |
| 1.             | "DNA"                      | 3:56    |  |
| 2.             | "DNA" (Kat Crazy Club Mix) | 5:33    |  |
| 3.             | "DNA" (Eyes Remix)         | 4:43    |  |
| 4.             | "DNA" (Instrumental)       | 3:57    |  |
| Duração total: | Duração total:             | 17:29   |  |

## Desempenho nas tabelas musicais
"DNA" estreou e teve como melhor posição a de número oito na Irish Singles Chart na semana terminada em 15 de novembro de 2012, se tornando o terceiro single da banda a ficar entre as dez melhores posições. Após ficar na tabela por doze semanas, a canção saiu em 14 de março de 2013. Mais tarde, ela então voltou à parada na 93.ª posição, antes de sair novamente duas semanas depois. A obra ficou um total de quatorze semanas na publicação. No Reino Unido, a música foi uma competidora para a primeira posição, quando foi revelado que o single era o número dois na tabela do meio da semana, três mil cópias atrás de "Locked Out of Heaven" por Bruno Mars. No final da semana, "DNA" entrou na UK Singles Chart na terceira posição no dia 24 de novembro de 2012 com vendas de setenta e duas mil e quarenta e quatro cópias, atrás de "Locked Out of Heaven", que conseguiu 75 mil e 880 cópias e "Little Things" de One Direction, que conquistou mais de 85 mil exemplares vendidos. Se tornou a terceira música de trabalho consecutiva que conseguiu os três melhores números no país, conseguindo ficar por nove semanas na tabela, terminando o ano como o 115.º single mais bem sucedido no território. Em uma entrevista com Robert Copsey do Digital Spy, Jade Thirwall explicou o desapontamento por não se tornar o terceiro single consecutivo do grupo na primeira posição:
| “ | Ficamos um pouco desapontadas [por "DNA" não ter conseguido a primeira posição]. Acho que foi por causa do período de lançamento, pois ao mesmo tempo a One Direction foi direto para o número um com "Little Things". É sempre difícil competir com os meninos, mas nós estamos felizes por eles; sempre os apoiamos. | ” |

Na Scottish Singles Chart, a canção estreou em 24 de novembro de 2012, dando ao grupo o terceiro single no top 3 da paradas escocesas. Em 30 de dezembro seguinte, a obra estreou na posição 48 da ARIA Singles Chart, sendo a sua melhor posição. Mais tarde, foi certificada como ouro pela Australian Recording Industry Association, com vendas de 35 mil exemplares. Na Slovakian Airplay Chart, a música estreou na posição quarenta e oito na 48.ª semana de 2012. Após semanas no mesmo número, conseguiu pico na posição 46 durante a segunda semana de 2013. No total, ficou sete semanas na tabela. Na França, teve seu debut na posição 177 da French Singles Chart em 4 de maio de 2013. Nove dias depois, conseguiu entrar na posição dez na Single Top 10, se tornando o single de mais sucesso na Hungria até a data.
| Tabela musical (2012-2013)                          | Melhor posição |
| --------------------------------------------------- | -------------- |
| Austrália - ARIA Singles Chart                      | 48             |
| Escócia - Scottish Singles Chart                    | 3              |
| Estados Unidos - Billboard Heatseekers Songs        | 15             |
| Eslováquia - IFPI                                   | 46             |
| França - SNEP                                       | 177            |
| Hungria - Single Top 10                             | 10             |
| Irlanda - IRMA                                      | 8              |
| Reino Unido - UK Singles Chart                      | 3              |
| Estados Unidos - Bubbling Under Hot 100 (Billboard) | 14             |

| Tabela musical (2012)          | Posição |
| ------------------------------ | ------- |
| Reino Unido - UK Singles Chart | 115     |

## Certificações
| País        | Provedor | Certificação |
| ----------- | -------- | ------------ |
| Austrália   | ARIA     | Ouro         |
| Brasil      | PMB      | Ouro         |
| Reino Unido | BPI      | Ouro         |

## Créditos
Todo o processo de elaboração da canção atribui os seguintes créditos pessoais:
| - Perrie Edwards, Jesy Nelson, Leigh-Anne Pinnock, Jade Thirlwall - vocais principais; - Thomas Barnes, Peter Kelleher, Ben Kohn, Iain James, Perrie Edwards, Jesy Nelson, Leigh-Anne Pinnock, Jade Thirlwall - composição; - TMS - produção; - Daniel Aslet, Ben Collier - engenharia vocal adicional; | - Thomas Barnes - bateria; - Ben Kohn - guitarra - Peter Kelleher - sintetizadores; - Serban Ghenea - mixagem; - Tom Coyne - masterização |

## Histórico de lançamento
"DNA" foi lançada no dia 1º de outubro de 2012 nas rádios do Reino Unido, seguindo seu lançamento digital na loja virtual do iTunes a 9 de novembro seguinte.
| País        | Data                  | Formato            | Gravadora  |
| ----------- | --------------------- | ------------------ | ---------- |
| Reino Unido | 1º de outubro de 2012 | Impacto nas rádios | Syco Music |
| Reino Unido | 9 de novembro de 2012 | Download digital   | Syco Music |
| Irlanda     | 9 de novembro de 2012 | Download digital   | Syco Music |